# Оливерова минея
Оливерова минея (также Станиславова минея) — среднеболгарская пергаментная рукопись. Представляет собой минею.
Переписана в 1342 г. писцом Станиславом в Лесновском монастыре по приказу «великого воеводы» Йована Оливера. К произведениям Станислава относятся еще 2 рукописи: Станиславов пролог (1330 г.) и вероятно (судя по почерку) Лесновский паренесис.
Оливерова минея хранилась в Национальной библиотеке в Белграде, но исчезла на станции в Нише во время Первой мировой войны (1915 г.), и сейчас ее местонахождение неизвестно.